# Баалшалим II
Баалшалим II (Баалшиллем II; финик. Ba‘al-shalim — «воздаяние Баала») — царь Сидона (около 401—365 до н. э.).

## Биография
О Баалшалиме II известно из надписи, сделанной на статуе, изображающей ребёнка. Скульптура была найдена в храме бога Эшмуна в Бустан эш-Шейхе. В надписи упоминаются и предшествовавшие Баалшалиму II правители Сидона: Баана, Абдемон и Баалшалим I. Вероятно, что все эти правители были предками Баалшалима II: отцом, дедом и прадедом. Баалшалим II владел сидонским престолом 36 лет. На этих основаниях его правление относят приблизительно к 401—365 годам до н. э. Следующим после Баалшалима II царём Сидона был его сын Абдастрат I, который, как предполагается, ещё с 380-х годов до н. э. был соправителем своего отца.
Сохранились изготовленные в правление Баалшалима II монеты. На них впервые в истории сидонского монетного дела стали чеканить дату изготовления, привязанную к годам правления этого царя. Первые из таких монет датированы 30-м годом правления Баалшалима II (то есть, вероятно, 372 годом до н. э.). Изготовление подобного вида монет продолжалось до 332 года до н. э., времени македонского завоевания Финикии.
К правлению Баалшалима II относится участие сидонцев в Спартано-персидской войне 399—387 годов до н. э. В одном из Оксиринхских папирусов сохранилось свидетельство об участии сидонских кораблей под командованием некоего Санктона в сражении при Книде в 394 году до н. э. Предполагается, что Санктон — это греческая форма финикийского слова «судовладелец», и что этим флотоводцем на самом деле был Баалшалим II. Вероятно, о нём же писал в своей «Исторической библиотеке» и Диодор Сицилийский, сообщая, что ещё в 396 году до н. э. восемьдесят финикийских кораблей во главе с сидонским «династом» Актоном по приказу правителя Ахеменидской державы Артаксеркса II прибыли на Родос в помощь Конону. Сидонян среди подвластных Ахеменидам народов времён Спартано-персидской войны упоминал и Ксенофонт.
В 385 или 383 году до н. э. финикийцы (в том числе и мореходы из Сидона) участвовали в неудачном для Ахеменидов походе персидской армии в Египет. Возможно, в ходе этой экспедиции финикийский флот понёс большие потери, так как он не был задействован в персидском завоевании Кипра в 383 или 381 году до н. э. Однако к 373 году до н. э., когда Артаксеркс II осуществил новый поход в Египет, флот финикийцев снова был восстановлен. Это осуществлённое под командованием Фарнабаза II вторжение персов также было неудачным.